# Bremnes kommun
Bremnes kommun (norska: Bremnes kommune) var en kommun i Hordaland fylke i västra Norge. Kommunen omfattade den västra delen av nuvarande Bømlo kommun. Tätorten Svortland utgjorde kommunens centralort.

## Administrativ historik
Bremnes kommun upprättades den 1 juli 1916 när den dåvarande kommunen Finnås delades i tre och kommunerna Bremnes, Bømlo och Moster bildades. Kommunen hade 3 411 invånare vid upprättandet.
Den 1 januari 1963 gick Bremnes kommun, tillsammans med Mosters kommun, upp i Bømlo kommun. Kommunens hade då 4 829 invånare.